# Claudio Núñez
Claudio Núñez, mit vollständigem Namen Claudio Patricio Núñez Caamaño, (* 16. Oktober 1975 in Valparaíso) ist ein ehemaliger chilenischer Fußballspieler. Der Stürmer spielte bei Vereinen in Chile, Mexiko und Saudi-Arabien. Für die chilenische Nationalmannschaft absolvierte der mit Spitznamen Diablo genannte Núñez 31 Länderspiele, in denen er vier Tore erzielte.

## Karriere

### Verein
Claudio Núñez spielte in der Jugend der in seiner Heimatstadt Valparaíso beheimateten Vereine Humberto Nelson und Santiago Wanderers. Bei den Wanderers debütierte er 1993 in der Primera B und schaffte mit dem Klub aus der Hafenstadt 1995 als Zweitligameister den Aufstieg in die Primera División. In dieser Zeit hatte Núñez aufgrund seiner Schnelligkeit den Spitznamen Huracán Porteño. Nach seinem Wechsel 1996 zum mexikanischen Klub UANL Tigres aus Monterrey, der nach einer Krise privatisiert wurden und daher in die Primera División A zurückversetzt wurde, bekam er den Spitznamen Diablo. Die Tigres stiegen schnell wieder in die höchste Spielklasse auf und Núñez erzielte bis 2001 insgesamt 35 Tore für den Klub, bei dem er schnell zum Idol wurde.
1998 spielte Núñez auf Leihbasis in seiner Heimat bei Universidad Católica. 2001 verließ der Offensivspieler nach einer Verletzung Mexiko und ging nach Saudi-Arabien zum Al-Shoulla FC. Dort spielte er 2001 und 2003. 2002 lief er in Mexiko erneut für die Tigres und für den aus der ersten Liga abgestiegenen Club Puebla auf. Bis 2007 spielte Núñez noch einmal für die Santiago Wanderers und die UANL Tigres bzw. deren Reserveteam Tigres UANL Premier. 2005 lief Núñez ein Jahr für Unión Española auf. 2007 erfolgte der Wechsel zu Everton, mit dem er die Meisterschaft der Apertura 2008 gewann, obwohl er in den zwei Jahren beim Klub aus Viña del Mar nur zwei Ligaspiele absolvierte. 2009 beendete Núñez seine Karriere im Trikot der UANL Tigres, für die er in seiner letzten Saison keine Rolle mehr spielte, da er nicht mehr die Schnelligkeit wie zu Beginn seiner Karriere hatte.
Sein letztes Spiel absolvierte Núñez im August 2009 beim Heimspiel im Estadio Universitario zwischen den Tigres und dem CF Monterrey, das die Tigres mit 4:2 gewinnen konnten und in dem Núñez zwei Treffer erzielte.

### Nationalmannschaft
Claudio Núñez debütierte in der chilenischen Nationalmannschaft unter Xabier Azkargorta beim Freundschaftsspiel im Februar 1996 gegen Bolivien. 
Bei der Copa América 1997 spielte er bei der 0:1-Niederlage gegen Paraguay und bei der 1:2-Niederlage gegen Ecuador über 90 Minuten. Chile beendete das Turnier als Gruppenletzter ohne Punkt. Bei der Copa América 1999 kam Núñez nach drei Einwechslungen zum Einsatz: bei der 0:1-Niederlage im Gruppenspiel gegen Brasilien, beim 3:2-Erfolg im Viertfinale gegen Kolumbien und bei der 1:2-Niederlage im Spiel um Platz 3 gegen Mexiko. La Roja beendete das Turnier in Paraguay als Vierter.
Núñez absolvierte zudem sechs Qualifikationsspiele für die Weltmeisterschaft 1998 und sieben für die Weltmeisterschaft 2002. Für das Turnier 1998 in Frankreich qualifizierte sich Chile als Südamerika-Vierter, jedoch schaffte es Núñez nicht in den WM-Kader. Für das Turnier 2002 in Japan und Südkorea qualifizierte sich La Roja als Letzter der Südamerika-Gruppe nicht. 
Im November 1997 gelang Claudio Núñez beim 4:1-Sieg im Freundschaftsspiel gegen Guatemala ein Dreierpack. Insgesamt absolvierte Núñez 31 Länderspiele, in denen er vier Tore erzielte.

## Erfolge
Santiago Wanderers
- Meister der Primera B: 1995

Tigres
- Meister der Primera 'A': 1996/97

Everton
- Chilenischer Meister: 2008-A